# Duosperma
Duosperma is een geslacht uit de acanthusfamilie (Acanthaceae). De soorten uit het geslacht komen voor in tropisch en zuidelijk Afrika en in Jemen.

## Soorten
- Duosperma actinotrichum (Chiov.) Vollesen
- Duosperma clarae Champl.
- Duosperma crenatum (Lindau) P.G.Mey.
- Duosperma cuprinum Brummitt
- Duosperma densiflorum (C.B.Clarke) Brummitt
- Duosperma dichotomum Vollesen
- Duosperma fanshawei Brummitt
- Duosperma fimbriatum Brummitt
- Duosperma glabratum Vollesen
- Duosperma grandiflorum Vollesen
- Duosperma kaessneri (S.Moore) Vollesen & I.Darbysh.
- Duosperma kilimandscharicum (Lindau) Dayton
- Duosperma latifolium Vollesen
- Duosperma livingstoniense Vollesen
- Duosperma longicalyx (Deflers) Vollesen
- Duosperma nudantherum (C.B.Clarke) Brummitt
- Duosperma parviflorum Hedrén & Vollesen
- Duosperma porotoense Vollesen
- Duosperma quadrangulare (Klotzsch) Brummitt
- Duosperma rehmannii (Schinz) Vollesen
- Duosperma sessilifolium (Lindau) Brummitt
- Duosperma stoloniferum Vollesen
- Duosperma subquadrangulare Vollesen
- Duosperma tanzaniense Vollesen
- Duosperma trachyphyllum (Bullock) Dayton
- Duosperma transvaalense (Schinz) Vollesen

... · 
Acanthopsis · 
Acanthus · 
Achyrocalyx · 
Afrofittonia · 
Ambongia · 
Ancistranthus · 
Andrographis · 
Angkalanthus · 
Anisacanthus · 
Anisosepalum · 
Anisotes · 
Anomacanthus · 
Aphanosperma · 
Aphelandra · 
Ascotheca · 
Asystasia · 
Avicennia · 
Ballochia · 
Barleria · 
Barleriola · 
Blepharis · 
Borneacanthus · 
Boutonia · 
Brachystephanus · 
Bravaisia · 
Brillantaisia · 
Brunoniella · 
Calacanthus · 
Calycacanthus · 
Camarotea · 
Carlowrightia · 
Celerina · 
Cephalacanthus · 
Chalarothyrsus · 
Chamaeranthemum · 
Chileranthemum · 
Chlamydacanthus · 
Chlamydocardia · 
Chorisochora · 
Chroesthes · 
Clinacanthus · 
Clistax · 
Codonacanthus · 
Conocalyx · 
Cosmianthemum · 
Crabbea · 
Crossandra · 
Crossandrella · 
Cyclacanthus · 
Cynarospermum · 
Cyphacanthus · 
Danguya · 
Dasytropis · 
Dichazothece · 
Dicladanthera · 
Dicliptera · 
Dischistocalyx · 
Duosperma · 
Dyschoriste · 
Ecbolium · 
Echinacanthus · 
Elytraria · 
Encephalosphaera · 
Eranthemum · 
Eremomastax · 
Filetia · 
Fittonia · 
Forcipella · 
Glossochilus · 
Graphandra · 
Graptophyllum · 
Gymnostachyum · 
Gypsacanthus · 
Hansteinia · 
Haplanthodes · 
Harpochilus · 
Hemigraphis · 
Henrya · 
Herpetacanthus · 
Heteradelphia · 
Holographis · 
Hoverdenia · 
Hulemacanthus · 
Hygrophila · 
Hypoestes · 
Ichthyostoma · 
Isoglossa · 
Isotheca · 
Jadunia · 
Justicia · 
Kalbreyeriella · 
Kosmosiphon · 
Kudoacanthus · 
Lankesteria · 
Leandriella · 
Lepidagathis · 
Megalochlamys ·
Ruellia · 
Strobilanthes · 
Thunbergia · 
...